# Línea 261 (Interurbanos Madrid)
La línea 261 de la red de autobuses interurbanos de Madrid une la terminal subterránea de autobuses de Avenida de América con Nuevo Baztán y Villar del Olmo.  

## Características
Esta línea une Madrid con ambos municipios en aproximadamente 1 hora y 15 min. Además presta servicio a Loeches, Torres de la Alameda, Pozuelo del Rey y Olmeda de las Fuentes.
Si bien tiene paradas en Torrejón de Ardoz, son sólo de subida en sentido Villar del Olmo y de bajada en sentido Madrid.
Algunas expediciones tienen limitado el recorrido a Nuevo Baztán, a Torres de la Alameda o circulan hasta la Urbanización Monte Acebedo de Nuevo Baztán en lugar de dirigirse a Villar del Olmo. 
Algunas expediciones comienzan o terminan su recorrido en el intercambiador de Avenida de América en superficie, puesto que operan en horas en las que la parte subterránea aún no ha abierto para la circulación de autobuses por la mañana o ya ha cerrado por la noche.
La línea no mantiene los mismos horarios todo el año, desde el 16 de julio al 31 de agosto se reducen el número de expediciones los días laborables entre semana (sábados laborables, domingos y festivos tienen los mismos horarios todo el año), además de los días excepcionales vísperas de festivo y festivos de Navidad en los que los horarios también cambian y se reducen.
Está operada por la empresa ALSA mediante la concesión administrativa VCM-302 - Madrid – Arganda del Rey –  Villar del Olmo – Ambite – Driebes (Viajeros Comunidad de Madrid) del Consorcio Regional de Transportes de Madrid.

## Horarios
| Madrid                                           | Torrejón de Ardoz | Loeches | Torres de la Alameda | Pozuelo del Rey | Nuevo Baztán | Monte Acebedo | Olmeda de las Fuentes | Villar del Olmo |
| ------------------------------------------------ | ----------------- | ------- | -------------------- | --------------- | ------------ | ------------- | --------------------- | --------------- |
| Lunes a viernes laborables                       |                   |         |                      |                 |              |               |                       |                 |
| --                                               | 6:30              | 6:45    | 6:55                 | 7:05            | 7:20         | 7:25          | --                    | --              |
| 6:35                                             | 6:55              | 7:10    | 7:20                 | 7:30            | 7:45         | --            | --                    | --              |
| 7:00                                             | 7:20              | 7:35    | 7:45                 | --              | --           | --            | --                    | --              |
| 6:59                                             | 7:19              | 7:34    | 7:44                 | 8:09            | 8:14         | --            | --                    |                 |
| 7:20                                             | 7:40              | 7:55    | 8:04                 | --              | --           | --            | --                    | --              |
| 7:45                                             | 8:05              | 8:20    | 8:30                 | 8:40            | 8:55         | 9:00          | --                    | --              |
| 8:20                                             | 8:40              | 8:55    | 9:05                 | 9:15            | 9:30         | >>            | 9:35                  | 9:45            |
| 9:00                                             | 9:20              | 9:35    | 9:45                 | 9:55            | 10:10        | >>            | 10:15                 | 10:25           |
| 9:45                                             | 10:05             | 10:20   | 10:30                | 10:40           | 10:55        | 11:00         | --                    | --              |
| 10:30                                            | 10:50             | 11:05   | 11:15                | 11:25           | 11:40        | 11:45         | --                    | --              |
| 11:15                                            | 11:35             | 11:50   | 12:00                | 12:10           | 12:25        | 12:30         | --                    | --              |
| 12:00                                            | 12:20             | 12:35   | 12:45                | --              | --           | --            | --                    | --              |
| 12:45                                            | 13:05             | 13:20   | 13:30                | 13:40           | 13:55        | >>            | 14:00                 | 14:10           |
| 13:40                                            | 14:00             | 14:15   | 14:25                | 14:35           | 14:50        | >>            | 14:55                 | 15:05           |
| 13:50                                            | 14:10             | 14:25   | 14:35                | 14:45           | 15:00        | 15:05         | --                    | --              |
| 14:10                                            | 14:30             | 14:45   | 14:55                | 15:05           | 15:20        | >>            | 15:25                 | 15:35           |
| 14:30                                            | 14:50             | 15:05   | 15:15                | 15:25           | 15:40        | >>            | 15:45                 | 15:55           |
| 14:50                                            | 15:10             | 15:25   | 15:35                | 15:45           | 16:00        | >>            | 16:05                 | 16:15           |
| 15:15                                            | 15:35             | 15:50   | 16:00                | 16:10           | 16:25        | >>            | 16:30                 | 16:40           |
| 16:00                                            | 16:20             | 16:35   | 16:45                | 16:55           | 17:10        | >>            | 17:15                 | 17:25           |
| 17:00                                            | 17:20             | 17:35   | 17:45                | 17:55           | 18:10        | 18:15         | --                    | --              |
| 17:45                                            | 18:05             | 18:20   | 18:30                | 18:40           | 18:55        | >>            | 19:00                 | 19:10           |
| 18:30                                            | 18:50             | 19:05   | 19:15                | 19:25           | 19:40        | 19:45         | --                    | --              |
| 19:00                                            | 19:20             | 19:35   | 19:45                | --              | --           | --            | --                    | --              |
| 19:15                                            | 19:35             | 19:50   | 20:00                | 20:10           | 20:25        | >>            | 20:30                 | 20:40           |
| 20:00                                            | 20:20             | 20:35   | 20:45                | 20:55           | 21:10        | 21:15         | --                    | --              |
| 20:45                                            | 21:05             | 21:20   | 21:30                | 21:40           | 21:55        | >>            | 22:00                 | 22:10           |
| 21:40                                            | 22:00             | 22:15   | 22:25                | 22:35           | 22:50        | 22:55         | --                    | --              |
| 22:30                                            | 22:50             | 23:05   | 23:15                | 23:25           | 23:40        | >>            | 23:45                 | 23:55           |
| Sábados laborables                               |                   |         |                      |                 |              |               |                       |                 |
| 9:00                                             | 9:20              | 9:35    | 9:45                 | 9:50            | 9:55         | >>            | 10:10                 | 10:20           |
| 11:00                                            | 11:20             | 11:35   | 11:45                | 11:50           | 11:55        | 12:00         | --                    | --              |
| 13:00                                            | 13:20             | 13:35   | 13:45                | 13:50           | 13:55        | >>            | 14:00                 | 14:10           |
| 14:00                                            | 14:20             | 14:35   | 14:45                | 14:50           | 14:55        | 15:00         | --                    | --              |
| 15:30                                            | 15:50             | 16:05   | 16:15                | 16:20           | 16:25        | >>            | 16:30                 | 16:40           |
| 17:00                                            | 17:20             | 17:35   | 17:45                | 17:50           | 17:55        | 18:00         | --                    | --              |
| 18:00                                            | 18:20             | 18:35   | 18:45                | 18:50           | 18:55        | >>            | 19:00                 | 19:10           |
| 19:00                                            | 19:20             | 19:35   | 19:45                | 19:50           | 19:55        | 20:00         | --                    | --              |
| 20:00                                            | 20:20             | 20:35   | 20:45                | 20:50           | 20:55        | >>            | 21:00                 | 21:10           |
| 21:00                                            | 21:20             | 21:35   | 21:45                | 21:50           | 21:55        | 22:00         | --                    | --              |
| 22:00                                            | 22:20             | 22:35   | 22:45                | 22:50           | 22:55        | >>            | 23:00                 | 23:10           |
| Domingos y festivos                              |                   |         |                      |                 |              |               |                       |                 |
| 9:30                                             | 9:50              | 10:05   | 10:15                | 10:25           | 10:40        | >>            | 10:45                 | 10:55           |
| 13:30                                            | 13:50             | 14:05   | 14:15                | 14:25           | 14:40        | >>            | 14:45                 | 14:55           |
| 15:30                                            | 15:50             | 16:05   | 16:15                | 16:25           | 16:40        | 16:45         | --                    | --              |
| 17:30                                            | 17:50             | 18:05   | 18:15                | 18:25           | 18:40        | >>            | 18:45                 | 18:55           |
| 19:30                                            | 19:50             | 20:05   | 20:15                | 20:25           | 20:40        | 20:45         | --                    | --              |
| 21:30                                            | 21:50             | 22:05   | 22:15                | 22:25           | 22:40        | 22:45         | --                    | --              |
| Noches de viernes, sábados y vísperas de festivo |                   |         |                      |                 |              |               |                       |                 |
| 23:30                                            | 23:50             | 0:00    | 0:10                 | 0:15            | 0:25         | 0:30          | --                    | --              |
| 1:30                                             | 1:50              | 2:00    | 2:10                 | 2:15            | 2:25         | 2:30          | --                    | --              |
| 3:00                                             | 3:20              | 3:30    | 3:40                 | 3:45            | 3:55         | 4:00          | --                    | --              |

| Villar del Olmo                         | Olmeda de las Fuentes | Monte Acebedo | Nuevo Baztán | Pozuelo del Rey | Torres de la Alameda | Loeches | Torrejón de Ardoz | Madrid |
| --------------------------------------- | --------------------- | ------------- | ------------ | --------------- | -------------------- | ------- | ----------------- | ------ |
| Lunes a viernes laborables              |                       |               |              |                 |                      |         |                   |        |
| 5:30                                    | 5:35                  | >>            | 5:45         | 5:55            | 6:00                 | 6:15    | 6:30              | 7:05   |
| --                                      | --                    | 5:45          | 5:50         | 6:00            | 6:05                 | 6:20    | 6:35              | 7:15   |
| --                                      | --                    | 6:00          | 6:05         | 6:15            | 6:20                 | 6:35    | 6:50              | 7:20   |
| 6:10                                    | 6:15                  | >>            | 6:25         | 6:35            | 6:40                 | 6:55    | 7:10              | 7:40   |
| --                                      | --                    | 6:45          | 6:50         | 7:00            | 7:05                 | 7:20    | 7:35              | 8:15   |
| --                                      | --                    | 7:15          | 7:20         | 7:30            | 7:35                 | 7:50    | 8:05              | 8:45   |
| --                                      | --                    | --            | --           | --              | 7:50                 | 8:05    | 8:20              | 8:50   |
| 7:40                                    | 7:50                  | >>            | 7:55         | 8:10            | 8:20                 | 8:25    | 8:40              | 9:15   |
| --                                      | --                    | --            | --           | --              | 8:30                 | 8:45    | 9:00              | 9:30   |
| --                                      | --                    | 8:30          | 8:35         | 8:45            | 8:55                 | 9:10    | 9:25              | 9:55   |
| --                                      | --                    | 9:30          | 9:35         | 9:45            | 9:55                 | 10:10   | 10:25             | 10:55  |
| 10:00                                   | 10:10                 | >>            | 10:15        | 10:25           | 10:35                | 10:50   | 11:05             | 11:35  |
| 11:00                                   | 11:10                 | >>            | 11:15        | 11:25           | 11:35                | 11:50   | 12:05             | 12:35  |
| --                                      | --                    | 11:30         | 11:35        | 11:45           | 11:55                | 12:10   | 12:25             | 12:55  |
| --                                      | --                    | 12:15         | 12:20        | 12:30           | 12:40                | 12:55   | 13:10             | 13:40  |
| --                                      | --                    | --            | --           | --              | 13:00                | 13:15   | 13:30             | 14:00  |
| --                                      | --                    | 13:00         | 13:05        | 13:15           | 13:25                | 13:40   | 13:55             | 14:25  |
| 14:00                                   | 14:10                 | >>            | 14:15        | 14:25           | 14:35                | 14:50   | 15:05             | 15:35  |
| --                                      | --                    | 15:00         | 15:05        | 15:15           | 15:25                | 15:40   | 15:55             | 16:25  |
| 15:45                                   | 15:55                 | >>            | 16:00        | 16:10           | 16:20                | 16:35   | 16:50             | 17:20  |
| --                                      | --                    | 16:30         | 16:35        | 16:45           | 16:55                | 17:10   | 17:25             | 17:55  |
| 17:00                                   | 17:10                 | >>            | 17:15        | 17:25           | 17:35                | 17:50   | 18:05             | 18:35  |
| 17:15                                   | 17:25                 | >>            | 17:30        | 17:40           | 17:50                | 10:05   | 18:20             | 18:50  |
| --                                      | --                    | 19:00         | 19:05        | 19:15           | 19:25                | 19:40   | 19:55             | 20:25  |
| 19:45                                   | 19:55                 | >>            | 20:00        | 20:10           | 20:20                | 20:35   | 20:50             | 21:20  |
| --                                      | --                    | 20:30         | 20:35        | 20:45           | 20:55                | 21:10   | 21:25             | 21:55  |
| Sábados laborables                      |                       |               |              |                 |                      |         |                   |        |
| 7:00                                    | 7:05                  | >>            | 7:15         | 7:30            | 7:40                 | 7:55    | 8:00              | 8:30   |
| --                                      | --                    | 9:00          | 9:05         | 9:20            | 9:30                 | 9:45    | 9:50              | 10:20  |
| 11:00                                   | 11:05                 | >>            | 11:15        | 11:30           | 11:40                | 11:55   | 12:00             | 12:30  |
| --                                      | --                    | 12:30         | 12:35        | 12:50           | 13:00                | 13:15   | 13:20             | 13:50  |
| --                                      | --                    | 14:00         | 14:05        | 14:20           | 14:30                | 14:45   | 14:50             | 15:20  |
| 15:00                                   | 15:05                 | >>            | 15:15        | 15:30           | 15:40                | 15:55   | 16:00             | 16:30  |
| 16:00                                   | 16:05                 | >>            | 16:15        | 16:30           | 16:40                | 16:55   | 17:00             | 17:30  |
| 17:00                                   | 17:05                 | >>            | 17:15        | 17:30           | 17:40                | 17:55   | 18:00             | 18:30  |
| --                                      | --                    | 18:00         | 18:05        | 18:20           | 18:30                | 18:45   | 18:50             | 19:20  |
| --                                      | --                    | 19:00         | 19:05        | 19:20           | 19:30                | 19:45   | 19:50             | 20:20  |
| 20:00                                   | 20:05                 | >>            | 20:15        | 20:30           | 20:40                | 20:50   | 21:00             | 21:30  |
| Domingos y festivos                     |                       |               |              |                 |                      |         |                   |        |
| 7:30                                    | 7:35                  | >>            | 7:45         | 8:00            | 8:10                 | 8:20    | 8:30              | 9:00   |
| 11:30                                   | 11:35                 | >>            | 11:45        | 12:00           | 12:10                | 12:20   | 12:30             | 13:00  |
| --                                      | --                    | 14:00         | 14:05        | 14:15           | 14:25                | 14:40   | 14:55             | 15:25  |
| 15:30                                   | 15:35                 | >>            | 15:45        | 16:00           | 16:10                | 16:20   | 16:30             | 17:00  |
| --                                      | --                    | 17:30         | 17:35        | 17:45           | 17:55                | 18:10   | 18:25             | 18:55  |
| 19:30                                   | 19:35                 | >>            | 19:45        | 20:00           | 20:10                | 20:20   | 20:30             | 21:00  |
| Noches de viernes y vísperas de festivo |                       |               |              |                 |                      |         |                   |        |
| --                                      | --                    | 22:00         | 22:05        | 22:15           | 22:20                | 22:30   | 22:40             | 23:10  |
| 0:00                                    | 0:05                  | >>            | 0:15         | 0:25            | 0:30                 | 0:40    | 0:50              | 1:20   |
| --                                      | --                    | 1:15          | 1:20         | 1:30            | 1:35                 | 1:45    | 1:55              | 2:25   |
| Noches de sábados                       |                       |               |              |                 |                      |         |                   |        |
| 22:00                                   | 22:05                 | >>            | 22:15        | 22:25           | 22:30                | 22:40   | 22:50             | 23:20  |
| 0:00                                    | 0:05                  | >>            | 0:15         | 0:25            | 0:30                 | 0:40    | 0:50              | 1:20   |
| --                                      | --                    | 1:15          | 1:20         | 1:30            | 1:35                 | 1:45    | 1:55              | 2:25   |

1. 1 2  Estos horarios son vigentes desde el 12 de septiembre a 11 de julio
2. 1 2  Estas expediciones inician su recorrido en el nº6 de la Avenida de América

## Recorrido y paradas

### Sentido Nuevo Baztán - Villar del Olmo
La línea inicia su recorrido en el intercambiador de Avenida de América, en la dársena 15, en este punto se establece correspondencia con las líneas del corredores 2 con cabecera aquí así como algunas líneas urbanas y algunas líneas de largo recorrido. En la superficie efectúan parada varias líneas urbanas con las que tiene correspondencia, y a través de pasillos subterráneos enlaza con Metro de Madrid.
Tras abandonar el intercambiador subterráneo, la línea sale a la Autovía del Nordeste, por la que se dirige hacia Guadalajara hasta llegar a la salida 17, donde se desvía para entrar en el Polígono San Fernando Norte por la Avenida de Castilla, que recorre entera siguiendo al final de frente por la Avenida de la Constitución de Torrejón de Ardoz, donde tiene 1 parada para cargar viajeros antes del cruce con la Avenida de las Fronteras. Al llegar a esta intersección, gira a la derecha por la Avenida del Sol, que recorre entera girando al final de la misma a la izquierda por la Avenida de la Luna, que recorre también entera hasta la Plaza del Progreso, donde se incorpora a la carretera de Loeches, vía en la que tiene 1 parada más antes de abandonar el casco urbano de Torrejón de Ardoz.
Circulando por la carretera de Loeches (M-206), la línea tiene 2 paradas en los polígonos situados al norte del casco urbano de Loeches, hasta que llega a la travesía, entrando al casco urbano por la calle de la Chorrera. Dentro del casco urbano tiene 1 parada en la Plaza de la Villa, 1 parada en la calle Virgen de las Angustias y 1 parada en la calle Arganda, al final de la cual sale a la carretera M-300 y la toma en dirección a Alcalá de Henares.
Al llegar a la intersección con la carretera M-225, la línea circula por esta en dirección a Torres de la Alameda, teniendo una parada en el área industrial Los Vallejos. Al entrar en el casco urbano de Torres de la Alameda, circula por el Paseo de los Pozos (2 paradas), la Ronda de Santa Susana (1 parada) y la calle Mayor (1 parada), saliendo por esta última del pueblo por la carretera M-224 en dirección a Pozuelo del Rey.
A continuación, la línea atraviesa Pozuelo del Rey con 2 paradas en la travesía, saliendo en dirección a Nuevo Baztán por la carretera M-219. Entra en Nuevo Baztán por la Avenida de Atenas (1 parada), que recorre hasta girar a la derecha por la calle de la Comunidad Europea (2 paradas). Abandona esta calle girando a la derecha por la Ronda de Mánchester (1 parada), que recorre hasta la intersección con la Ronda Hispano-Americana, girando a la izquierda para incorporarse a la misma. En la Ronda Hispano-Americana, que recorre hasta el final, tiene 4 paradas más que atienden la urbanización Eurovillas. Al final de la Ronda Hispano-Americana gira a la izquierda por la carretera M-204 en dirección norte, donde tiene 1 parada más en la travesía de Nuevo Baztán antes de desviarse por la carretera M-219 en dirección a Olmeda de las Fuentes.
A continuación, la línea atraviesa Olmeda de las Fuentes con 2 paradas en la calle Mayor y sale en dirección a Villar del Olmo por la carretera M-234. En Villar del Olmo tiene su cabecera en la Plaza de José Antonio.
| Código                                                                                              | Parada                                         | Común con                                                    | Conexiones con Metro | Municipio             | Zona |
| --------------------------------------------------------------------------------------------------- | ---------------------------------------------- | ------------------------------------------------------------ | -------------------- | --------------------- | ---- |
| 12477                                                                                               | Intercambiador Avenida de América (dársena 15) |                                                              | Avenida de América   | Madrid                |      |
| Cabecera de las expediciones que salen desde la superficie del intercambiador de Avenida de América |                                                |                                                              |                      |                       |      |
| 5788                                                                                                | Intercambiador de Avenida de América           | N4 282 N202                                                  | Avenida de América   | Madrid                |      |
| Paradas del itinerario normal                                                                       |                                                |                                                              |                      |                       |      |
| 5617                                                                                                | Canillejas                                     | 165 200 222 223 224 224A 226 227 229 281 282 283 284 VAC-243 | Canillejas           | Madrid                |      |
| 10835                                                                                               | Canto - Av. Constitución                       | 224A 3                                                       |                      | Torrejón de Ardoz     |      |
| 07237                                                                                               | Ctra. Loeches - Joaquín Blume                  | 340                                                          |                      | Torrejón de Ardoz     |      |
| 18116                                                                                               | Ctra. M-206 - La Rueda                         |                                                              |                      | Loeches               |      |
| 16238                                                                                               | Derbi - Roa                                    |                                                              |                      | Loeches               |      |
| 16247                                                                                               | Ctra. M-206 - Pol. Ind. El Caballo             | 280                                                          |                      | Loeches               |      |
| 18269                                                                                               | Av. Europa - Atenas                            |                                                              |                      | Loeches               |      |
| 18279                                                                                               | Av. Europa - Dublín                            |                                                              |                      | Loeches               |      |
| 12049                                                                                               | Av. Constitución - Virgen de las Angustias     | 280 284                                                      |                      | Loeches               |      |
| 12756                                                                                               | Arganda - Estrella                             | 320                                                          |                      | Loeches               |      |
| 12759                                                                                               | Arganda - Antonio Machado                      | 284 320                                                      |                      | Loeches               |      |
| 18583                                                                                               | Ctra. M-225 - Milán                            | 320                                                          |                      | Torres de la Alameda  |      |
| 18582                                                                                               | Ctra. M-225 - Atenas                           | 320                                                          |                      | Torres de la Alameda  |      |
| 12962                                                                                               | Ctra. M-225 - Gta. Las Conejeras               | 320                                                          |                      | Torres de la Alameda  |      |
| 10836                                                                                               | P.º Los Pozos - Concepción                     | 232                                                          |                      | Torres de la Alameda  |      |
| 16313                                                                                               | P.º Los Pozos - Antonio Machado                | 232                                                          |                      | Torres de la Alameda  |      |
| 09003                                                                                               | Ronda Santa Susana - Mayor                     | 232                                                          |                      | Torres de la Alameda  |      |
| 15708                                                                                               | Mayor - Sauces                                 |                                                              |                      | Torres de la Alameda  |      |
| Paradas de los servicios con destino Nuevo Baztán, Villar del Olmo o la urbanización Monte Acebedo  |                                                |                                                              |                      |                       |      |
| 09736                                                                                               | Real - Nueva                                   | 321                                                          |                      | Pozuelo del Rey       |      |
| 19186                                                                                               | Olmo - Acacia                                  | 321                                                          |                      | Pozuelo del Rey       |      |
| 12042                                                                                               | Ctra. M-219 - Residencia Tercera Edad          | 321                                                          |                      | Pozuelo del Rey       |      |
| 09737                                                                                               | Ctra. M-219 - Urb. Eurovillas                  | 260 321                                                      |                      | Nuevo Baztán          |      |
| 09159                                                                                               | Comunidad Europea - Urb. Eurovillas            | 321                                                          |                      | Nuevo Baztán          |      |
| 09158                                                                                               | Comunidad Europea - Av. Luxemburgo             | 321                                                          |                      | Nuevo Baztán          |      |
| 09740                                                                                               | Ronda Mánchester - Ronda Hispanoamericana      | 321                                                          |                      | Nuevo Baztán          |      |
| 17718                                                                                               | Ronda Hispanoamericana - Comunidad Europea     | 260 321                                                      |                      | Nuevo Baztán          |      |
| 09741                                                                                               | Ronda Hispanoamericana - P.º Madrid            | 260 321                                                      |                      | Nuevo Baztán          |      |
| 09742                                                                                               | Ronda Hispanoamericana - Nueve                 | 260 321                                                      |                      | Nuevo Baztán          |      |
| 19009                                                                                               | Ronda Hispanoamericana - Siete                 | 260 321                                                      |                      | Nuevo Baztán          |      |
| 09743                                                                                               | Ronda Hispanoamericana - Cinco                 | 260 321                                                      |                      | Nuevo Baztán          |      |
| 09744                                                                                               | Ronda Hispanoamericana - Casa Juventud         | 260 321                                                      |                      | Nuevo Baztán          |      |
| 09772                                                                                               | Ctra. M-204 - Transformador                    | 260 321                                                      |                      | Nuevo Baztán          |      |
| Las expediciones que llegan a Villar del Olmo realizan las siguientes paradas                       |                                                |                                                              |                      |                       |      |
| 09745                                                                                               | Mayor - Pza. Villa                             | 260 321                                                      |                      | Olmeda de las Fuentes |      |
| 17642                                                                                               | Mayor - Pintor Álvaro Delgado                  | 260 321                                                      |                      | Olmeda de las Fuentes |      |
| 09171                                                                                               | Pililla - Pza. José Antonio                    | 260 321                                                      |                      | Villar del Olmo       |      |
| Las expediciones que llegan a la urbanización Monte Acebedo realizan las siguientes paradas         |                                                |                                                              |                      |                       |      |
| 09771                                                                                               | Ctra. M-204 - Urb. El Mirador de Baztán        | 260 321                                                      |                      | Nuevo Baztán          |      |
| 12675                                                                                               | Av. Central - Cinco                            | 321                                                          |                      | Nuevo Baztán          |      |
| 16731                                                                                               | C7 - C19                                       | 321                                                          |                      | Nuevo Baztán          |      |

### Sentido Madrid (Avenida de América)
El recorrido de vuelta es igual al de ida pero en sentido contrario con algunas excepciones:
- El itinerario y las paradas dentro del casco urbano de Loeches son iguales a la ida.
- Dentro de Torrejón de Ardoz circula por la Avenida de las Fronteras con dos paradas de descenso de viajeros en lugar de hacerlo por la Avenida de la Constitución, y no pasa por la Avenida de Castilla del Polígono San Fernando Norte.
- Tiene paradas de descenso en el nudo de Canillejas y bajo el Puente de la Cea en su recorrido por la A-2, paradas que no tienen equivalente de ida.

| Código                                                                                                | Parada                                         | Común con                                                    | Conexiones con Metro | Municipio             | Zona |
| --- | ---------------------------------------------- | ------------------------------------------------------------ | -------------------- | --------------------- | ---- |
| La expedición que comienza en la urbanización Monte Acebedo realiza las siguientes paradas            |                                                |                                                              |                      |                       |      |
| 16731                                                                                                 | C7 - C19                                       | 321                                                          |                      | Nuevo Baztán          |      |
| 12675                                                                                                 | Av. Central - Cinco                            | 321                                                          |                      | Nuevo Baztán          |      |
| 09770                                                                                                 | Ctra. M204 - Urb. El Mirador de Baztán         | 260 321                                                      |                      | Nuevo Baztán          |      |
| 09774                                                                                                 | Trva. José Churriguera - Iglesia               | 260                                                          |                      | Nuevo Baztán          |      |
| Las expediciones que comienzan en Villar del Olmo realizan las siguientes paradas                     |                                                |                                                              |                      |                       |      |
| 09171                                                                                                 | Pililla - Pza. José Antonio                    | 260 321                                                      |                      | Villar del Olmo       |      |
| 17641                                                                                                 | Mayor - Pintor Álvaro Delgado                  | 260 321                                                      |                      | Olmeda de las Fuentes |      |
| 09776                                                                                                 | Pza. Villa - Mayor                             | 260 321                                                      |                      | Olmeda de las Fuentes |      |
| Paradas de los servicios procedentes de Nuevo Baztán, Villar del Olmo o la urbanización Monte Acebedo |                                                |                                                              |                      |                       |      |
| 09163                                                                                                 | Ctra. M-204 - Colonia San Francisco            | 260 321                                                      |                      | Nuevo Baztán          |      |
| 06881                                                                                                 | Ronda Hispanoamericana - Casa Juventud         | 260 321                                                      |                      | Nuevo Baztán          |      |
| 06880                                                                                                 | Ronda Hispanoamericana - Cinco                 | 260 321                                                      |                      | Nuevo Baztán          |      |
| 19008                                                                                                 | Ronda Hispanoamericana - Siete                 | 260 321                                                      |                      | Nuevo Baztán          |      |
| 09157                                                                                                 | Ronda Hispanoamericana - Nueve                 | 260 321                                                      |                      | Nuevo Baztán          |      |
| 06879                                                                                                 | Ronda Hispanoamericana - P.º Madrid            | 260 321                                                      |                      | Nuevo Baztán          |      |
| 17719                                                                                                 | Ronda Hispanoamericana - Comunidad Europea     | 260 321                                                      |                      | Nuevo Baztán          |      |
| 06878                                                                                                 | Ronda Mánchester - Ronda Hispanoamericana      | 321                                                          |                      | Nuevo Baztán          |      |
| 09739                                                                                                 | Comunidad Europea - Centro Comercial           | 321                                                          |                      | Nuevo Baztán          |      |
| 09738                                                                                                 | Nueve - Av. Bruselas                           | 321                                                          |                      | Nuevo Baztán          |      |
| 09160                                                                                                 | Ctra. M-219 - Urb. Las Villas                  | 321                                                          |                      | Nuevo Baztán          |      |
| 12043                                                                                                 | Ctra. M-219 - Residencia Tercera Edad          | 321                                                          |                      | Pozuelo del Rey       |      |
| 19186                                                                                                 | Olmo - Acacia                                  | 321                                                          |                      | Pozuelo del Rey       |      |
| 09170                                                                                                 | Real - Nueva                                   | 321                                                          |                      | Pozuelo del Rey       |      |
| Paradas del itinerario normal                                                                         |                                                |                                                              |                      |                       |      |
| 15707                                                                                                 | Mayor - Rubens                                 | 232                                                          |                      | Torres de la Alameda  |      |
| 12678                                                                                                 | Ronda Santa Susana - Mayor                     | 232                                                          |                      | Torres de la Alameda  |      |
| 16314                                                                                                 | P.º Los Pozos - Viento                         | 232                                                          |                      | Torres de la Alameda  |      |
| 09666                                                                                                 | P.º Los Pozos - Madrid                         | 232                                                          |                      | Torres de la Alameda  |      |
| 18954                                                                                                 | Ctra. M225 - Gta. Las Conejeras                | 320                                                          |                      | Torres de la Alameda  |      |
| 12963                                                                                                 | Madrid - Pol. Ind. Los Vallejos                | 320                                                          |                      | Torres de la Alameda  |      |
| 18584                                                                                                 | Ctra. M225 - Milán                             | 320                                                          |                      | Torres de la Alameda  |      |
| 16254                                                                                                 | Arganda - Antonio Machado                      | 320                                                          |                      | Loeches               |      |
| 12757                                                                                                 | Arganda - Virgen del Rosario                   | 320                                                          |                      | Loeches               |      |
| 12041                                                                                                 | Av. Constitución - Virgen de las Angustias     | 280 284                                                      |                      | Loeches               |      |
| 07275                                                                                                 | Av. Constitución - Pza. Fuente Amarga          | 280 284                                                      |                      | Loeches               |      |
| 16252                                                                                                 | Roma - Ámsterdam                               | 280 284                                                      |                      | Loeches               |      |
| 18270                                                                                                 | Av. Europa - París                             |                                                              |                      | Loeches               |      |
| 10456                                                                                                 | Ctra. M-206 - Pol. Ind. El Caballo             | 280                                                          |                      | Loeches               |      |
| 18956                                                                                                 | Derbi - Cañada del Pozo                        | 280                                                          |                      | Loeches               |      |
| 12755                                                                                                 | Derbi - Roa                                    | 280                                                          |                      | Loeches               |      |
| 07238                                                                                                 | Ctra. Loeches - Joaquín Blume                  | 340                                                          |                      | Torrejón de Ardoz     |      |
| 18255                                                                                                 | Av. Fronteras - Av. Constitución               | 215 224 224A 824 VAC-243 1B 2 5B                             |                      | Torrejón de Ardoz     |      |
| 06903                                                                                                 | Av. Fronteras - Madrid                         | 215 223 224 224A 251 252 824 VAC-243 1B 4 5B                 |                      | Torrejón de Ardoz     |      |
| 7313                                                                                                  | Av. América - Canillejas                       | 222 223 224 224A 226 227 229 281 282 283 284 VAC-243         | Canillejas           | Madrid                |      |
| 1285                                                                                                  | Puente de CEA                                  | 115 200 222 223 224 224A 226 227 229 281 282 283 284 VAC-243 |                      | Madrid                |      |
| 12477                                                                                                 | Intercambiador Avenida de América (dársena 15) |                                                              | Avenida de América   | Madrid                |      |
| Cabecera de las expediciones que llegan a la superficie del intercambiador de Avenida de América      |                                                |                                                              |                      |                       |      |
| 5788                                                                                                  | Intercambiador de Avenida de América           | N4 282 N202                                                  | Avenida de América   | Madrid                |      |

## Galería de imágenes

Mapa de la distribución de dársenas del intercambiador de Avenida de América con la distribución de cabeceras de las líneas de autobuses, entre las que aparece la línea 261.